# Seseli setiferum
Seseli setiferum là một loài thực vật có hoa trong họ Hoa tán. Loài này được Pimenov & Sdobnina miêu tả khoa học đầu tiên.